# Pátfalu
Pátfalu (németül Podersdorf am See) mezőváros Ausztriában, Burgenland tartományban, a Nezsideri járásban.

## Fekvése
Nezsidertől 10 km-re délre, a Fertő tó keleti partján fekszik.

## Nevének eredete
Valószínűleg egykori birtokosáról, Poth comesről kapta a nevét.

## Története
A környéken talált kőkorszaki és bronzkori leletek bizonyítják, hogy itt már a történelem előtti időkben is éltek emberek. A maradványok kelták bój törzsének  itteni uralmát is igazolják. Amikor a rómaiak Pannónia provinciát megalapították a Fertőzugban a kelták által ritkán lakott településeket találtak. Az egykor sűrű tölgyfaerdőket a rómaiak kivágták és Carnuntum építkezéseihez használták fel. Utánuk a ma is ismert puszta vidék maradt. Az első szőlőültetvényeket csak Probus császár idején, a 3. század második felében telepítették. A népvándorlás utolsó hullámaként magyarok a 10. század elején szállták meg ezt a vidéket.
Szent István király 1021-ben a nyugati határ biztosítására besenyőket telepített ide. Gizella királyné kíséretében nagyszámú bajor nemes, szerzetes és telepes is érkezett Magyarország területére. Ezek közé a nemesek közé tartoztak a Poth grófok is, akik a település névadói voltak. Tehát a falu valószínűleg már a 11. században is létezett, azonban csak 1209-ben "Chesus" néven említik először. Az eredetileg besenyő határőr település, 1212-ben már biztosan a Poth grófok birtoka volt. II. András király 1217-ben cisztercita szerzeteseket hívott ide, akik felvirágoztatták a helyi szőlőtermesztést és borászatot. Ezután a település mindvégig a heiligenkreuzi cisztercita apátság  birtoka maradt. A falut 1242-ben a tatárok teljesen elpusztították. A tatárjárást követően az elpusztított lakosság pótlására IV. Béla király németeket telepített le. Ezután a viszonylagos béke korszaka következett, mely a település gyors felvirágzásához vezetett. Egyházát 1379-ben alapították, ekkor szentelték fel a ciszterciek által épített Alexandriai Szent Katalin tiszteletére épített templomát.
A mohácsi csatavesztést követően új veszély támadt. A falut 1529-ben és 1683-ban is a Bécs ellen vonuló a török pusztította el. A 16. században elterjedt a reformáció, 1659-ben lakóinak többsége evangélikus volt. A kuruc háborúk pusztításai után a falut 1711-ben már harmadszor telepítették újra, ezúttal főként sváb telepesekkel. Ezt követően lakosságának többsége újra katolikus németajkú volt. A 18. században pestis  tombolt a településen. Ezután újra a felvirágzás időszaka következett. Szélmalmok és templom épültek. 1809-ben a napóleoni háborúk nyomában éhínség tört ki, majd kolera pusztított. A 19. század közepén a ciszterciták iskolát alapítottak itt, ez volt az első iskola a Fertőzugban. 1867-ben filoxérajárvány tört  ki, mely elpusztította a szőlőültetvényeket és jelentős jövedelemtől fosztotta meg a lakosságot.
Vályi András szerint " PÁTFALU. Padersdorf. Német falu Moson Vármegyében, földes Ura a’ Szent-Kereszti Czisztertzita Szerzetbéli Apátúrság, lakosai katolikusok, fekszik Illmitzhez 1 és 1/2, Nizsiderhez 1 és 1/4 órányira, három nyomásbéli határja leginkább búzát, középszerűen rozsot, egyebet szűkebben terem, szőleji középszerűek, halászattyok, ’s nádgyok a’ Fertőben van, erdőjök nints, réttyek, legelőjök kevés, piatzok Nizsiderben."
Fényes Elek szerint " Pátfalu, Podersdorf, német falu, Moson vgyében, a Fertő tavának keleti partján: 710 kath. lak., paroch. templommal, 1 szélmalommal. A lakosok birnak 36 6/ urbéri telek után 168 hold első, 506 h. második, 522 h. harmadik, 5 1/ hold negyedik osztálybeli szántóföldet, 84 hold rétet, 433 kapa szőlőt. Sok juhot tartanak, s sok káposztát termesztenek. F. u. a szent-kereszti cistercita apátság. Ut. p. Moson."
1910-ben 1214, túlnyomóan német lakosa volt. A trianoni békeszerződésig Moson vármegye Nezsideri járásához tartozott. 1921-ben a trianoni és saint-germaini békeszerződések értelmében Ausztria Burgenland tartományának része lett. Ezután jöttek az első turisták a faluba. A gazdasági világválság idején sok család választotta az emigrációt. A második világháborút követően 1955-ig szovjet megszállás alatt állt. A turizmus csak a szovjetek kivonulása után lendült fel a községben. Pátfalva ma a Fertő tó egyik fő üdülőközpontja, 1992-óta mezőváros. Különösen kedvező fekvésének köszönhetően itt található a tó leghosszabb strandja.

## Nevezetességei
- Alexandriai Szent Katalin tiszteletére szentelt római katolikus temploma 1791-ben épült.
- A falu 4 km hosszú strandjával Fertő tó egyik üdülőközpontja.

## Képek

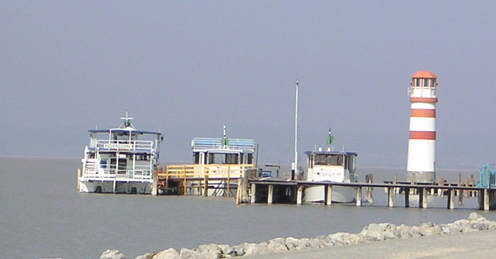
Világítótorony a Fertőn Pátfalunál
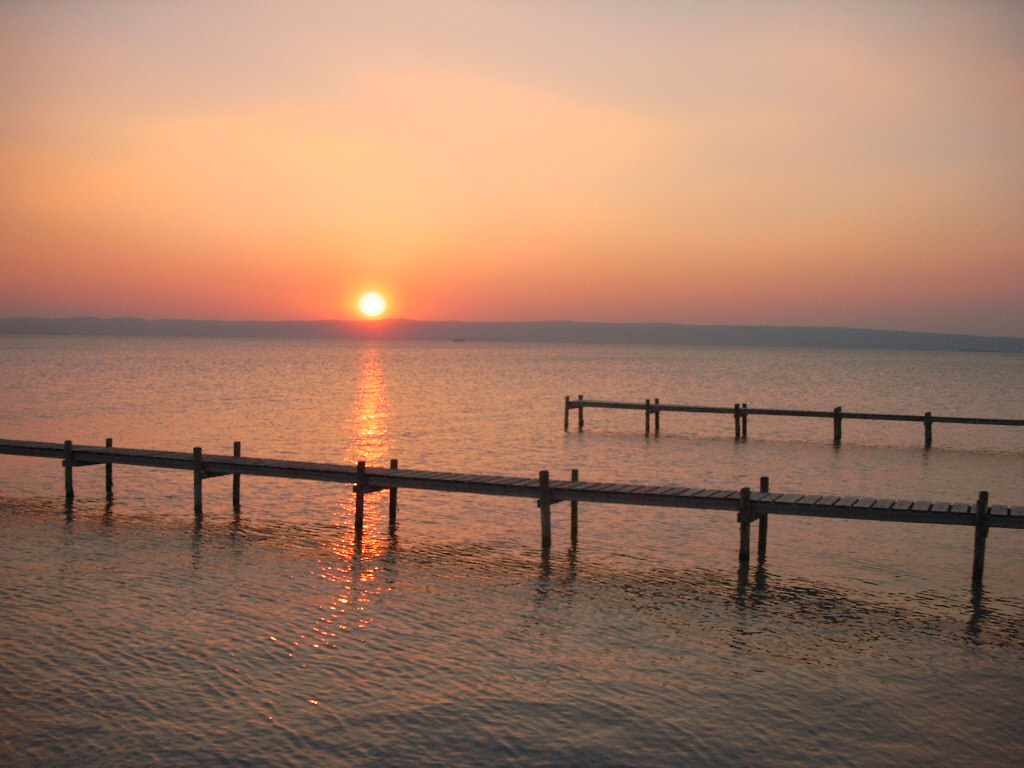
A pátfalvi strand alkonyatkor
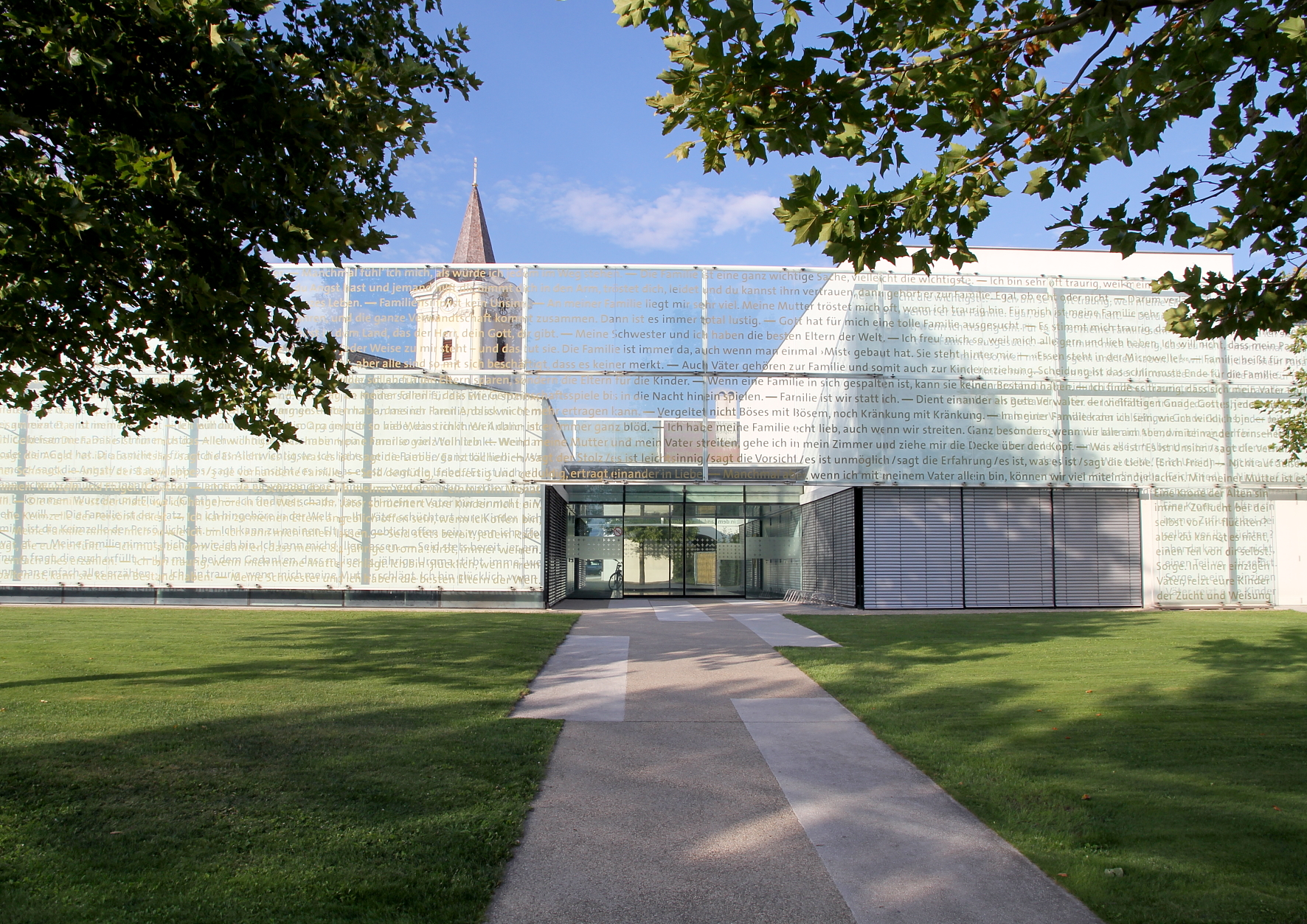
Plébániaközpont
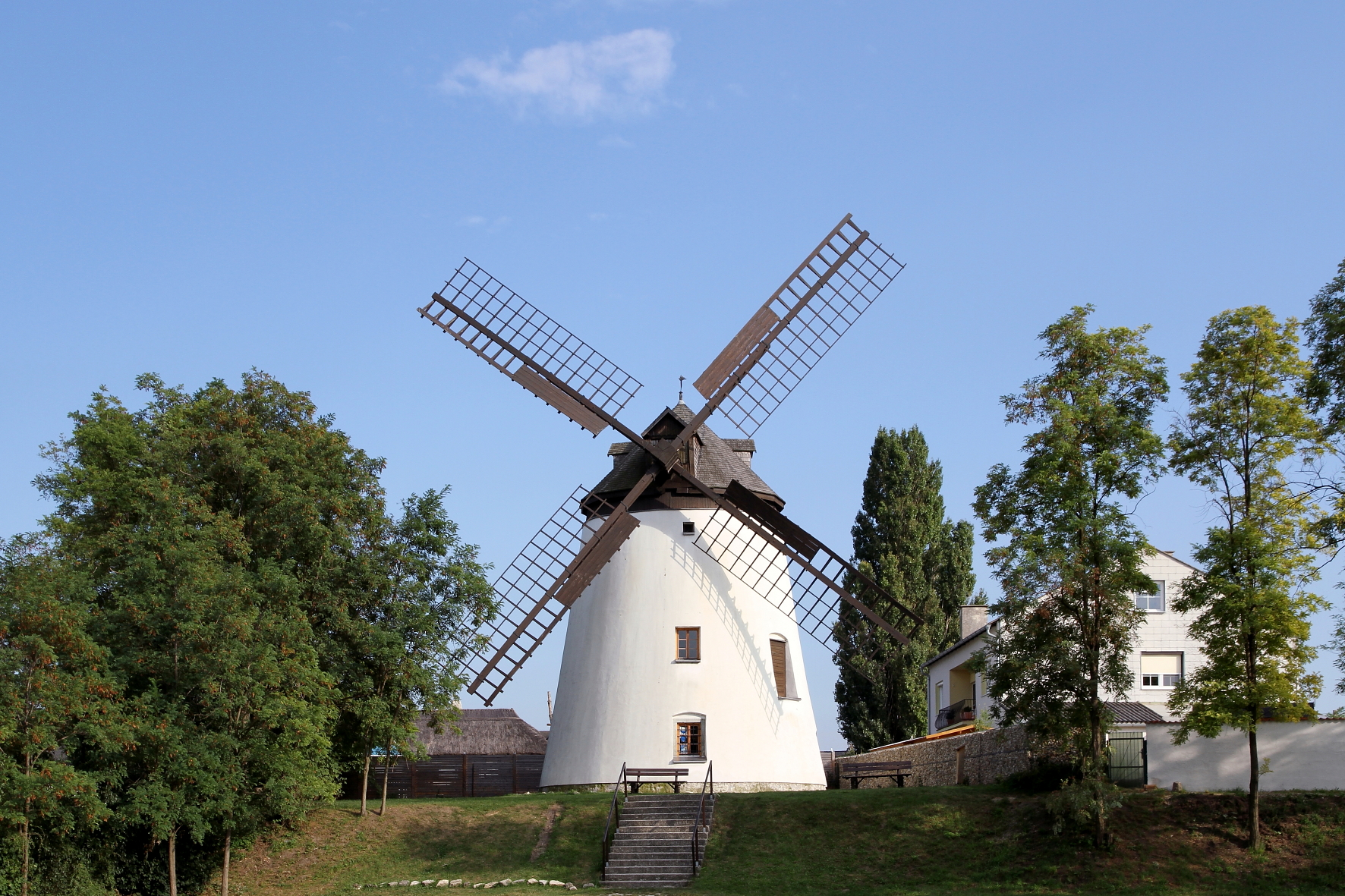
A pátfalvi szélmalom